# 小行星2268
小行星2268（2268 Szmytowna）是一颗围绕太阳公转的小行星。1942年11月6日，利斯·奧特瑪在图尔库发现了此天体。
該小行星以波蘭化學家瑪麗亞·斯米頓塔（Maria Szmytowna）命名。
这颗小行星的绝对星等为325.72340等。